# Meander Glacier
Der Meander Glacier (englisch für Mäandergletscher) ist ein großer, 55 km langer und mäandrierender Gletscher im ostantarktischen Viktorialand. Sein Entstehungsgebiet liegt unweit des Mount Supernal und des Gebirgskamms Hobbie Ridge. Er fließt in allgemein östlicher Richtung durch die Mountaineer Range und mündet unmittelbar östlich des Engberg Bluff in den Mariner-Gletscher.
Den deskriptiven Namen in Anlehnung an seine charakteristischen Windungen verliehen ihm Teilnehmer der New Zealand Geological Survey Antarctic Expedition (1962–1963).